# Crossoglossa neirynckiana
Crossoglossa neirynckiana là một loài thực vật có hoa trong họ Lan. Loài này được Szlach. & Marg. mô tả khoa học đầu tiên năm 2001.